# Nikki Blonsky
Nikki Blonsky (Great Neck, New York, 1988. november 9. –) Golden Globe-díjra jelölt amerikai színész- és énekesnő.
Első és legismertebb szerepe a Hajlakk című filmben volt.

## Élete és pályafutása
Blonsky a New York államban található Great Neck faluban született Carl Blonsky és Karen Smeja lányaként. Apja vízszennyezési kontrollért felelős városi tisztviselőként dolgozik, anyja pedig iskolai segéd. Apja zsidó, de Blonskyt anyja vallása, a katolikus vallás szerint nevelték. 2006 júniusában végezte el a Great Neck Village Schoolt. Mielőtt a Hajlakk munkálatai megkezdődtek, a Cold Stone Creamery fagylaltláncnál dolgozott.

## Filmjei
| Év   | Magyar cím Eredeti cím | Szerep         | Magyar hangja | Megjegyzés |
| ---- | ---------------------- | -------------- | ------------- | --- |
| 2010 | Waiting for Forever    | Dolores        |               | |
| 2008 | Queen Sized            | Maggie         | Mezei Kitty>  | tévéfilm |
| 2008 | Harold                 | Rhonda         |               | |
| 2007 | Hajlakk Hairspray      | Tracy Turnblad |               | Golden Globe-jelölés: legjobb színésznő (vígjáték/musical); Hollywood Filmfesztivál: legjobb színészgárda; Palm Springs Nemzetközi Filmfesztivál: „Rising Star Award”; Young Hollywood Award: „One to Watch” |